# Десприм
Десприм је насеље у саставу Града Загреба. Налази се у четврти Брезовица. До територијалне реорганизације у Хрватској налазио се у саставу ужег подручја Града Загреба.

## Становништво
На попису становништва 2011. године, Десприм је имао 377 становника.

## Попис1991.
На попису становништва 1991. године, насељено место Десприм је имало 230 становника, следећег националног састава:
| Попис 1991.‍ | Попис 1991.‍ | Попис 1991.‍ | Попис 1991.‍ | Попис 1991.‍ |
| ----------- | ----------- | ----------- | ----------- | ----------- |
|             |             |             |             |             |
| Хрвати      | Хрвати      |             | 222         | 96,52%      |
| Срби        | Срби        |             | 3           | 1,30%       |
| Македонци   | Македонци   |             | 1           | 0,43%       |
| Муслимани   | Муслимани   |             | 1           | 0,43%       |
| Словенци    | Словенци    |             | 1           | 0,43%       |
| Црногорци   | Црногорци   |             | 1           | 0,43%       |
| непознато   | непознато   |             | 1           | 0,43%       |
| укупно: 230 |             |             |             |             |